# Cottage Lake
Cottage Lake és una concentració de població designada pel cens del comtat de King a l'estat de Washington. Segons el cens del 2000 tenia 24.330 habitants.

## Demografia
Segons el cens del 2000, Cottage Lake tenia 24.330 habitants, 7.772 habitatges, i 6.800 famílies. La densitat de població era de 411,8 habitants per km².
Dels 7.772 habitatges en un 51,8% hi vivien nens de menys de 18 anys, en un 79,7% hi vivien parelles casades, en un 5,2% dones solteres, i en un 12,5% no eren unitats familiars. En el 9,3% dels habitatges hi vivien persones soles l'1,7% de les quals corresponia a persones de 65 anys o més que vivien soles. El nombre mitjà de persones vivint en cada habitatge era de 3,13 i el nombre mitjà de persones que vivien en cada família era de 3,34.
Per edats la població es repartia de la següent manera: un 33% tenia menys de 18 anys, un 5,4% entre 18 i 24, un 28,3% entre 25 i 44, un 28,9% de 45 a 60 i un 4,5% 65 anys o més.
L'edat mediana era de 37 anys. Per cada 100 dones de 18 o més anys hi havia 101,5 homes.
La renda mediana per habitatge era de 92.388 $ i la renda mediana per família de 96.226 $. Els homes tenien una renda mediana de 71.276 $ mentre que les dones 40.935 $. La renda per capita de la població era de 39.763 $. Aproximadament el 2,1% de les famílies i el 2,7% de la població estaven per davall del llindar de pobresa.

## Poblacions properes
El següent diagrama mostra les poblacions més properes.